# پییر اگرن
 پییر اگرن (انگلیسی: Pierre Aigrain؛ زاده ۱۹۲۴ درگذشته ۲۰۰۲) یک فیزیک‌دان اهل فرانسه بود. او به عنوان مخترع سیستم ترموفتوولتاییک شناخته می‌شود.